# Cowplain
Cowplain är en ort i Storbritannien.   Den ligger i grevskapet Hampshire och riksdelen England, i den södra delen av landet, 90 km sydväst om huvudstaden London. Cowplain ligger 60 meter över havet och antalet invånare är 8 775.
Terrängen runt Cowplain är lite kuperad, och sluttar söderut. Runt Cowplain är det tätbefolkat, med 849 invånare per kvadratkilometer. Närmaste större samhälle är Portsmouth, 11,7 km söder om Cowplain. Omgivningarna runt Cowplain är en mosaik av jordbruksmark och naturlig växtlighet.